# Ескадрені міноносці типу «Сольдаті»
Ескадрені міноносці типу «Сольдаті» (італ. Cacciatorpediniere della Classe Soldati) — клас військових кораблів з 17 ескадрених міноносців, що випускалися італійськими суднобудівельними компаніями з 1938 по 1943 роки. Ескадрені міноносці цього типу входили до складу Королівських ВМС Італії у часи Другої світової війни, а також ВМС Італії, Франції та СРСР у післявоєнний час. У морських боях та битвах втрачено 10 кораблів цього типу.

### Ескадрені міноносці типу «Сольдаті» 1-ї серії
| Корабель      | Виготовлювач                                          | Бортове позначення | Закладено          | Спущено              | У строю             | Статус |
| ------------- | ----------------------------------------------------- | ------------------ | ------------------ | -------------------- | ------------------- | --- |
| «Альпіно»     | Cantieri Navali del Tirreno e Riuniti, Анкона         | AP                 | 2 травня 1937      | 18 вересня 1938      | 20 квітня 1939      | 19 квітня 1943 потоплений британською авіацією в бухті Ла-Спеція |
| «Артільєре»   | Odero-Terni-Orlando, Ліворно                          | AR                 | 15 лютого 1937     | 12 грудня 1937       | 14 листопада 1938   | 13 жовтня 1940 пошкоджений у бою біля мису Пассеро, наступного дня потоплений торпедою крейсера «Йорк»                                                                                     |
| «Аскарі»      | Odero-Terni-Orlando, Ліворно                          | AI                 | 11 грудня 1937     | 31 липня 1938        | 6 травня 1939       | 24 березня 1943 року затонув від отриманих пошкоджень при підриві на 3-х мінах, намагаючись врятувати людей з есмінця «Ланцеротто Малочелло», який підірвався північніше мису Бон у Тунісі |
| «Ав'єре»      | Odero-Terni-Orlando, Ліворно                          | AV                 | 16 січня 1937 року | 19 вересня 1937 року | 31 серпня 1938 року | 17 грудня 1942 року потоплений торпедами британського підводного човна «Сплендід» на шляху з Неаполя до Бізерти                                                                            |
| «Берсальєре»  | Cantieri Navali del Tirreno e Riuniti, Палермо        | BG                 | 21 квітня 1937     | 3 липня 1938         | 1 квітня 1939       | 7 січня 1943 затонув у результаті бомбардування союзною авіацією в порту Палермо |
| «Каміча Нера» | Odero-Terni-Orlando, Ліворно                          | CN                 | 21 січня 1937      | 8 серпня 1937        | 30 червня 1938      | В 1949 році переданий за умовами Паризького мирного договору як військові репарації до ВМФ СРСР                                                                                            |
| «Карабіньєре» | Cantieri Navali del Tirreno e Riuniti, Сестрі-Леванте | CB                 | 1 лютого 1937      | 23 липня 1937        | 20 грудня 1938      | В 1978 році розібраний на брухт |
| «Кораццьєре»  | Odero-Terni-Orlando, Ліворно                          | CZ                 | 7 жовтня 1937      | 22 травня 1938       | 4 березня 1939      | 9 вересня 1943 року затоплений у Генуї через загрозу захоплення німцями; згодом піднятий та відновлений. 4 вересня 1944 року затоплений унаслідок авіанальоту                              |
| «Фучільєре»   | Cantieri Navali del Tirreno e Riuniti, Анкона         | FC                 | 2 травня 1937      | 31 липня 1938        | 10 січня 1939       | В 1949 році переданий за умовами Паризького мирного договору як військові репарації до ВМФ СРСР; списаний у 1960 році                                                                      |
| «Дженьере»    | Odero-Terni-Orlando, Ліворно                          | GE                 | 26 лютого 1937     | 27 лютого 1938       | 14 грудня 1938      | 1 березня 1943 року потоплений американською авіацією, коли був у сухому доці в Палермо |
| «Гренатьєре»  | Cantieri Navali del Tirreno e Riuniti, Палермо        | GN                 | 5 квітня 1937      | 24 квітня 1938       | 1 лютого 1939       | 1 липня 1958 року списаний на брухт |
| «Ланчере»     | Cantieri Navali del Tirreno e Riuniti, Сестрі-Леванте | LN                 | 1 лютого 1937      | 18 грудня 1938       | 25 березня 1939     | 23 березня 1942 року затонув у затоці Сідра внаслідок шторму після Другої битві у затоці Сидра поблизу мису Бон у Тунісі                                                                   |

### Ескадрені міноносці типу «Сольдаті» 2-ї серії
| Корабель      | Виготовлювач                                  | Бортове позначення | Закладено            | Спущено                | У строю             | Статус |
| ------------- | --------------------------------------------- | ------------------ | -------------------- | ---------------------- | ------------------- | --- |
| «Бомбардьєре» | Cantieri Navali del Tirreno e Riuniti, Анкона | BR                 | 7 жовтня 1940 року   | 23 березня 1942 року   | 15 липня 1942 року  | 17 січня 1943 року торпедований британським підводним човном «Юнайтед» під час супроводження з Бізерти до Палермо конвою |
| «Карріста»    | Odero-Terni-Orlando, Ліворно                  | CR                 | 11 вересня 1941 року | —                      | —                   | після капітуляції Італії захоплений німцями на стапелях верфі та перейменований на TA34; будівництво не завершене, розібраний |
| «Корсаро»     | Odero-Terni-Orlando, Ліворно                  | CA                 | 23 січня 1941 року   | 16 листопада 1941 року | 15 травня 1942 року | 9 січня 1943 року підірвався на мінах, встановлених мінним загороджувачем «Абдіель» на шляху з Неаполя до Бізерти |
| «Леджонаріо»  | Odero-Terni-Orlando, Ліворно                  | LG                 | 21 жовтня 1940 року  | 16 квітня 1941 року    | 1 березня 1942 року | у 1943 році приєднався до флоту союзників. 15 серпня 1948 року переданий ВМС Франції, як репарація, та перейменований на Duchaffault. 12 червня 1954 розібраний на брухт                                                                                  |
| «Мітральере»  | CNR Ancona, Анкона                            | MT                 | 7 жовтня 1940 року   | 25 вересня 1941 року   | 1 лютого 1942 року  | інтернований у вересні 1943 року в порту Мао на Менорці, Іспанія. У 1944 році переданий союзникам. 8 серпня 1948 року переданий ВМС Франції, як репарація, та перейменований на Jurien de la Gravière. 12 червня 1954 року розібраний на брухт            |
| «Скуадріста»  | Odero-Terni-Orlando, Ліворно                  | SQ                 | 4 вересня 1941 року  | 12 вересня 1942 року   | —                   | Після капітуляції Італії захоплений у недобудованому вигляді німцями на стапелях та перейменований на TA33. Відбуксований до Генуї, де 4 вересня 1944 року під час ходових випробувань потоплений союзною авіацією                                        |
| «Веліте»      | Odero-Terni-Orlando, Ліворно                  | VL                 | 19 квітня 1941 року  | 31 серпня 1941 року    | 31 серпня 1942 року | 21 листопада 1942 року торпедований британським підводним човном «Сплендід». Відновлювався та перейшов до союзників у вересні 1943. 24 липня 1948 року переданий ВМС Франції, як репарація, та перейменований на Duperré. У 1961 році розібраний на брухт |